# Вулиця Гетьмана Мазепи (Івано-Франківськ)
Вулиця Гетьмана Мазепи — містотворча вулиця Івано-Франківська.
Названа на честь гетьмана України Мазепи Івана Степановича.
Простягається від перехрестя вул. Незалежності та вул. Бельведерської до межі міста (транспортної розв'язки — кільця: Набережна Василя Стефаника, вулиця О. Довженка).
Автошлях Н09 після вулиці Галицької проходить через вулицю Мазепи, яка далі переходить у вулицю Криховецьку.

## Історія
Давня вулиця міста, яка виникла ще на початку XVIII ст.
Вона починалася біля фортечної Тисменецької брами і вела на захід, у напрямку Лисця і Богородчан. У документах XVIII ст. називається Брукованою, бо була вибрукована каменем з Бистриці-Солотвинської. Польський дослідник А. Шарловський пише, що на початку XIX ст. на назву вулиць заслуговували лише дві — Галицька і Брукована.
За час існування вулиця мала чи не найбільше назв. На зламі XVIII i XIX ст., на ній оселялись вірмени, громада яких жила в Станиславові нараховувала тоді до 500 осіб, була багатою і впливовою. Тоді вона мала неофіційну назву Вірменської.
У 1884 р.вулиця була названа Казимирівською, на честь Короля Русі Казимира Великого. В Часи ЗУНР вулиця носила назву І. Мазепи. Відновлена за Польщі назва Казимирівська теж не втрималась. Вулиця була перейменована на честь Польської організації військової (П. О. В.) У 1936 р. Це було в останні роки польського володарювання, і ця назва не закріпилась в пам'яті старожилів.
За «перших совітів» була названа ім'ям радянського партійного і державного діяча, керівника ЧК Ф. Дзержинського, в часи німецької окупації — Б. Хмельницького.
Ще до здобуття незалежності, після перемоги Руху на виборах до міської ради в 1990 р. вулиці було повернене ім'я гетьмана Мазепи.

## Будівлі
№ 1. Пам'ятка архітектури.

Івано-Франківський історико-меморіальний музей Олекси Довбуша. Споруджений в 1830 р.,— є другим за віком житловим будинком у передмісті (за межами середмістя). Двоповерховий з мезоніном у формі чотирикутника з внутрішнім двором.
№ 6. Пам'ятка архітектури.

В травні 1897 р. тут відбувся перший в місті показ кінофільму.
№ 10. Пам'ятка архітектури.

Колишня друкарня та кінотеатр «Рай». Народний музей освіти Прикарпаття
№ 14. Пам'ятка архітектури (1884 архітектор: Р. Меус)

Обласна філія Ощадбанку.
Перший будинок в Станиславові зведений за архітектурним конкурсом. Тоді,— «Каса ощадності», (створена у 1868),— перша фінансово-кредитна установа міста, яка до 1872 р. за сумою вкладів мала четверте місце в Галичині.
№ 20.
Житловий будинок. Раніше тут знаходилася друга польська гімназія ім. Ю. Пілсудського(1907–1939).
№ 36.
Житловий будинок. Колишній військовий трибунал (у післявоєнний час), який виносив вироки за націоналістичну діяльність.
№ 83.
Будівля, на місці якої знаходився будинок в якому помер композитор Д. Січинський
№ 114.
Найстаріша міська лікарня, (1841).
№ 133.
Будинок у якому квартирувала Целіна Журавська-Зиґмунтовська у 1899–1900. Їй І. Франко присвятив рядки у вірші «Тричі мені являлася любов».
№ 135.
ЗАТ «Івано-Франківськтурист».
№ 140.
готель «Прикарпаття».
№ 142а.
Івано-Франківський коледж фізичного виховання.
№ 165.
Івано-Франківський базовий медичний коледж

## Галерея

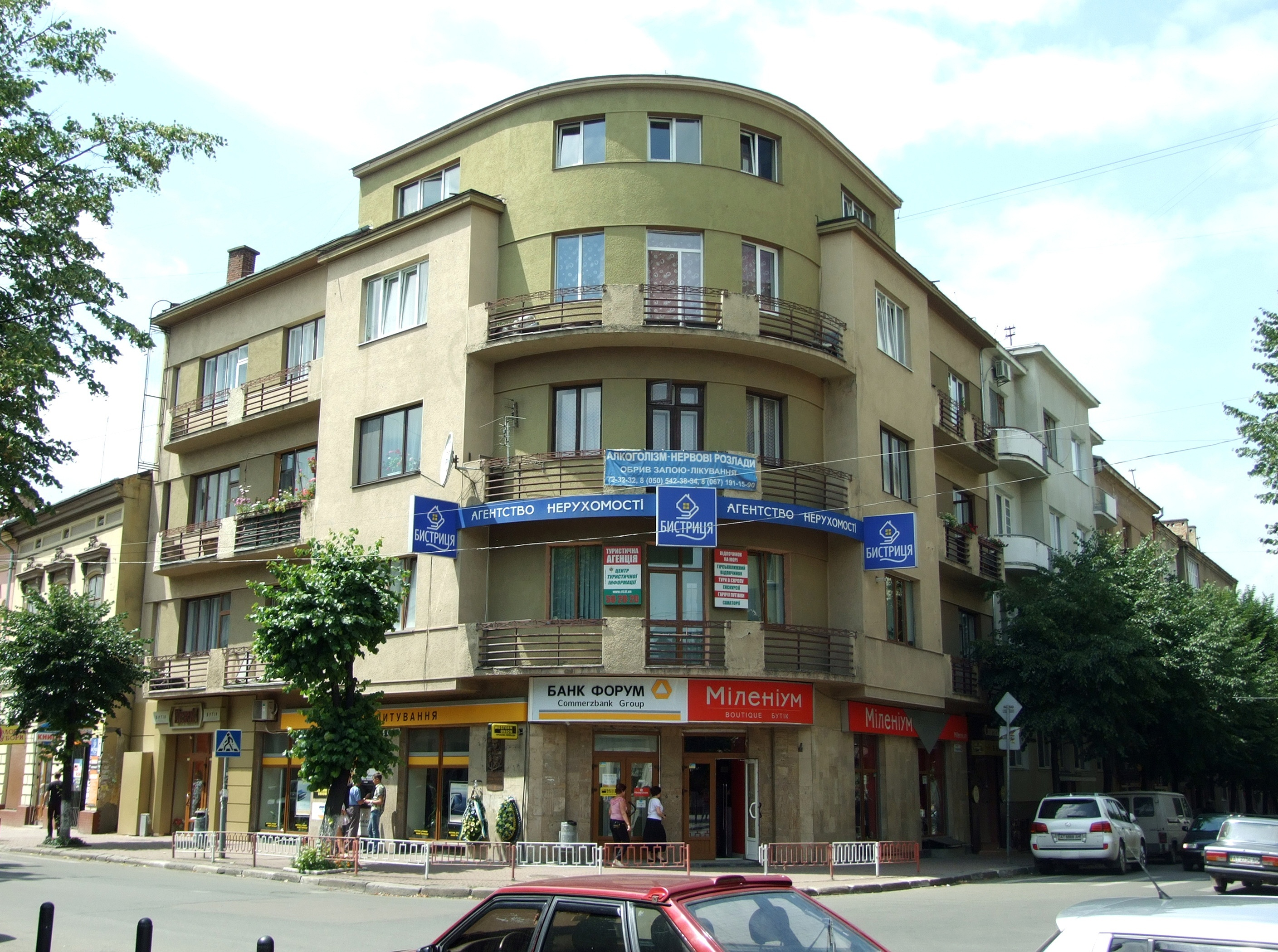
Будинок № 2
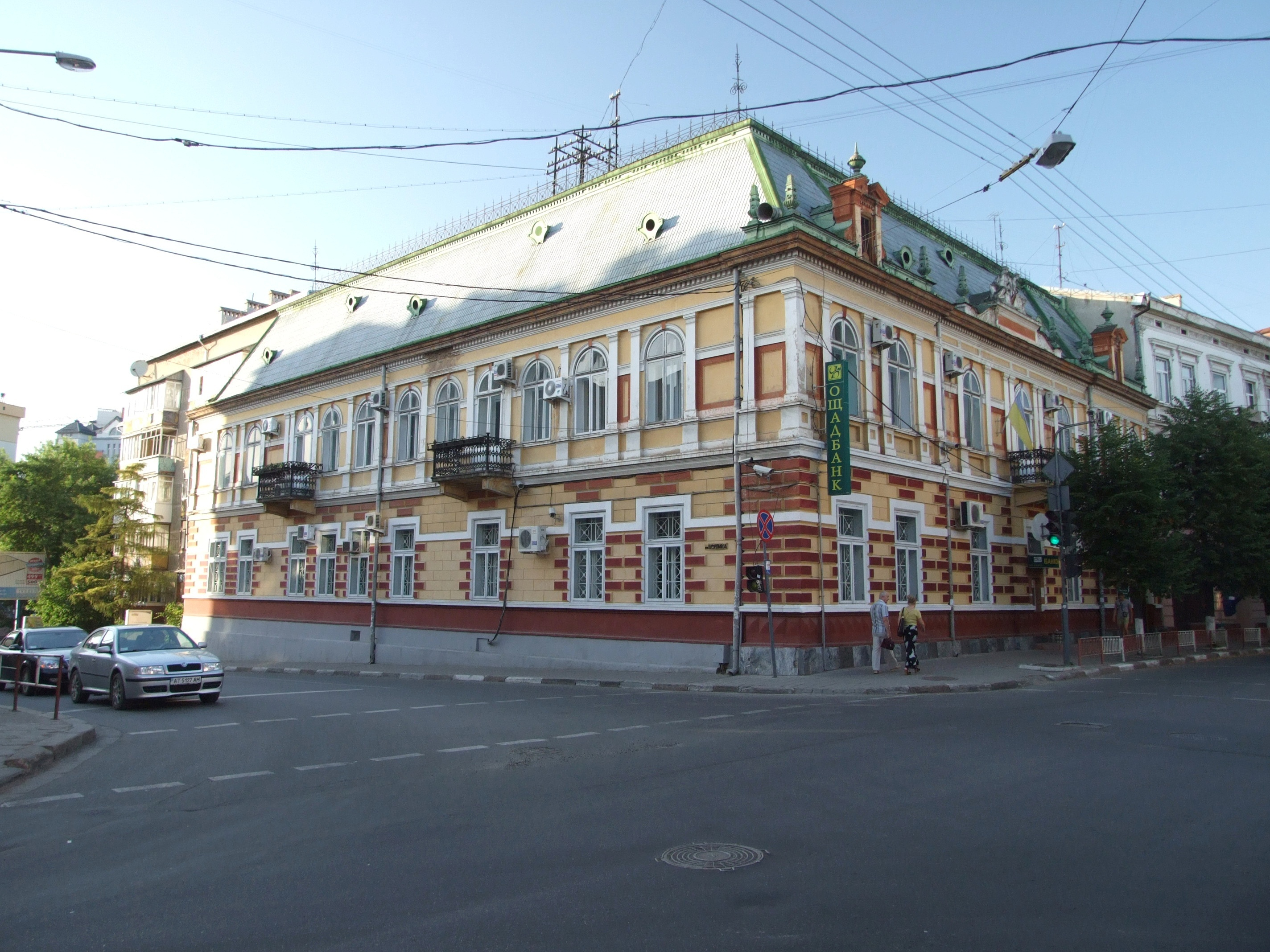
Будинок № 14
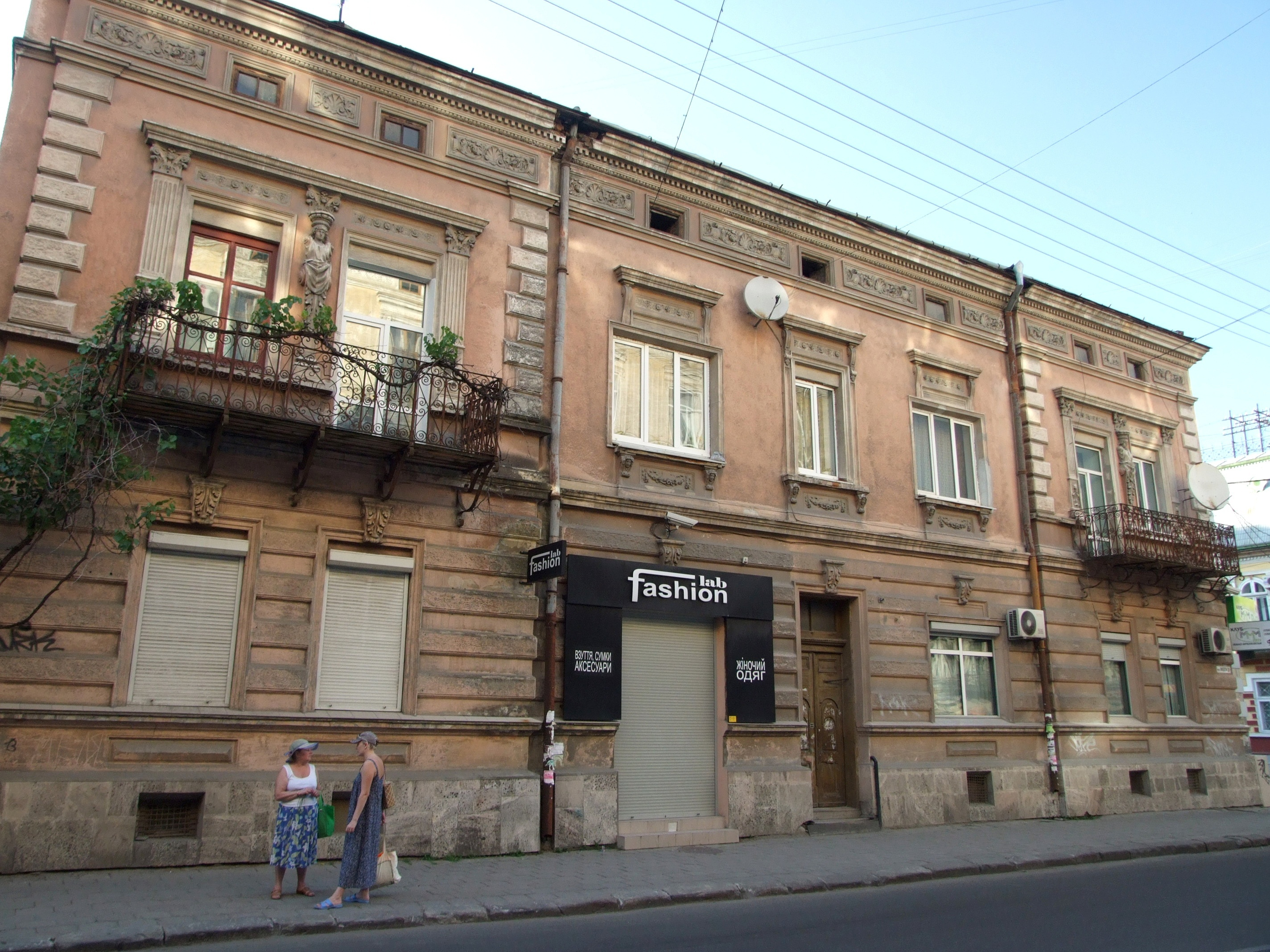
Будинок № 20
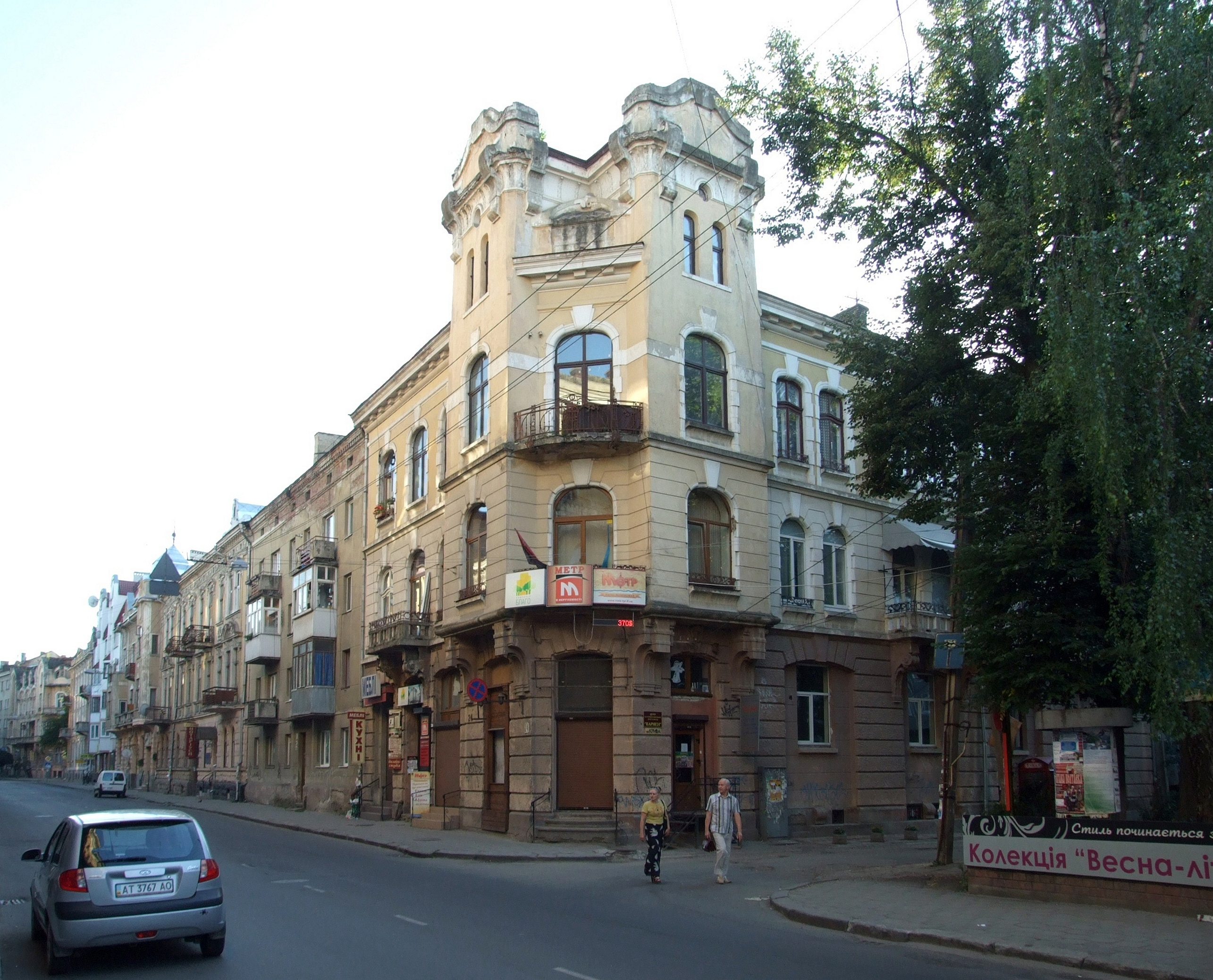
Будинок № 24
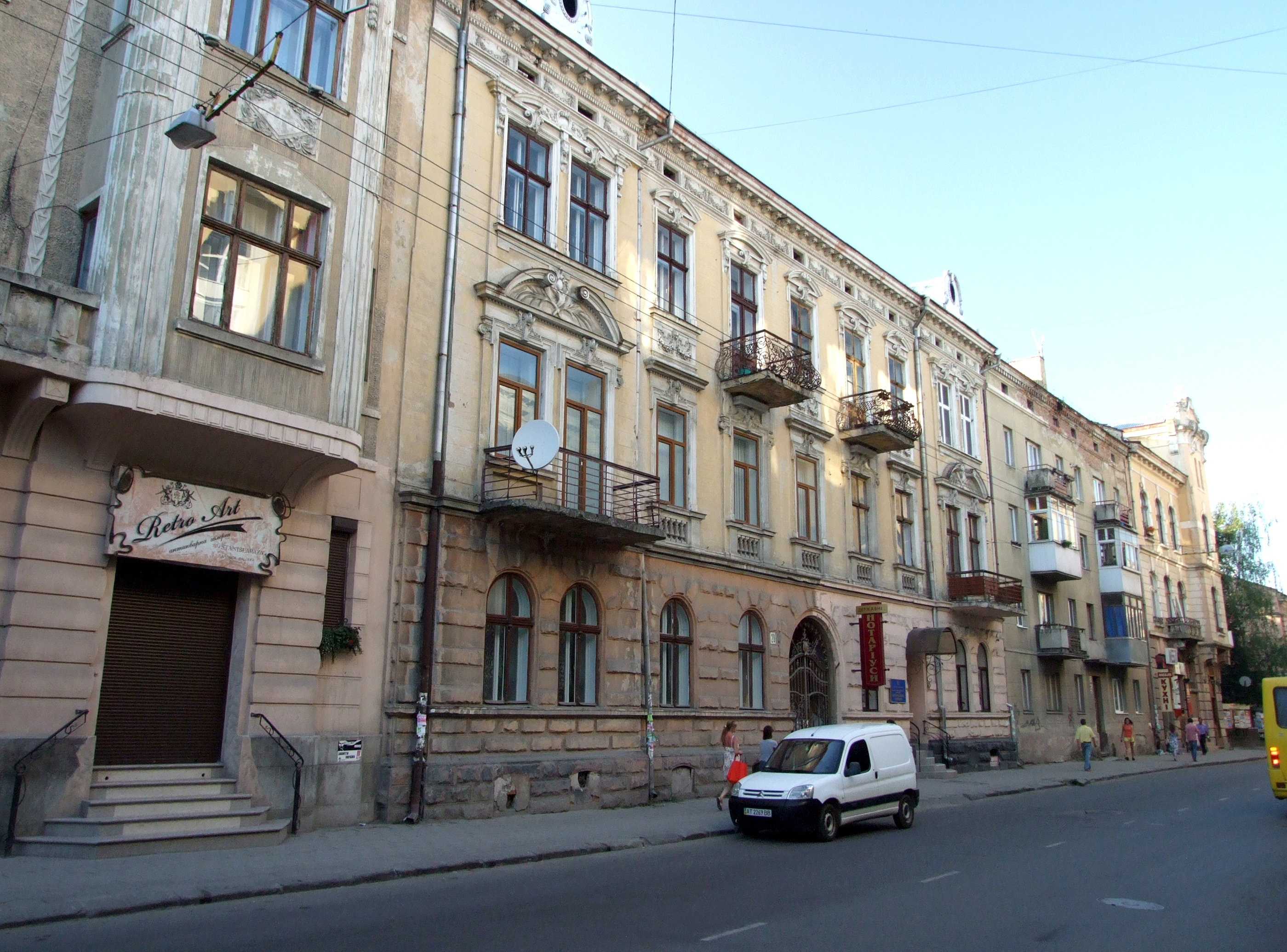
Будинок № 28
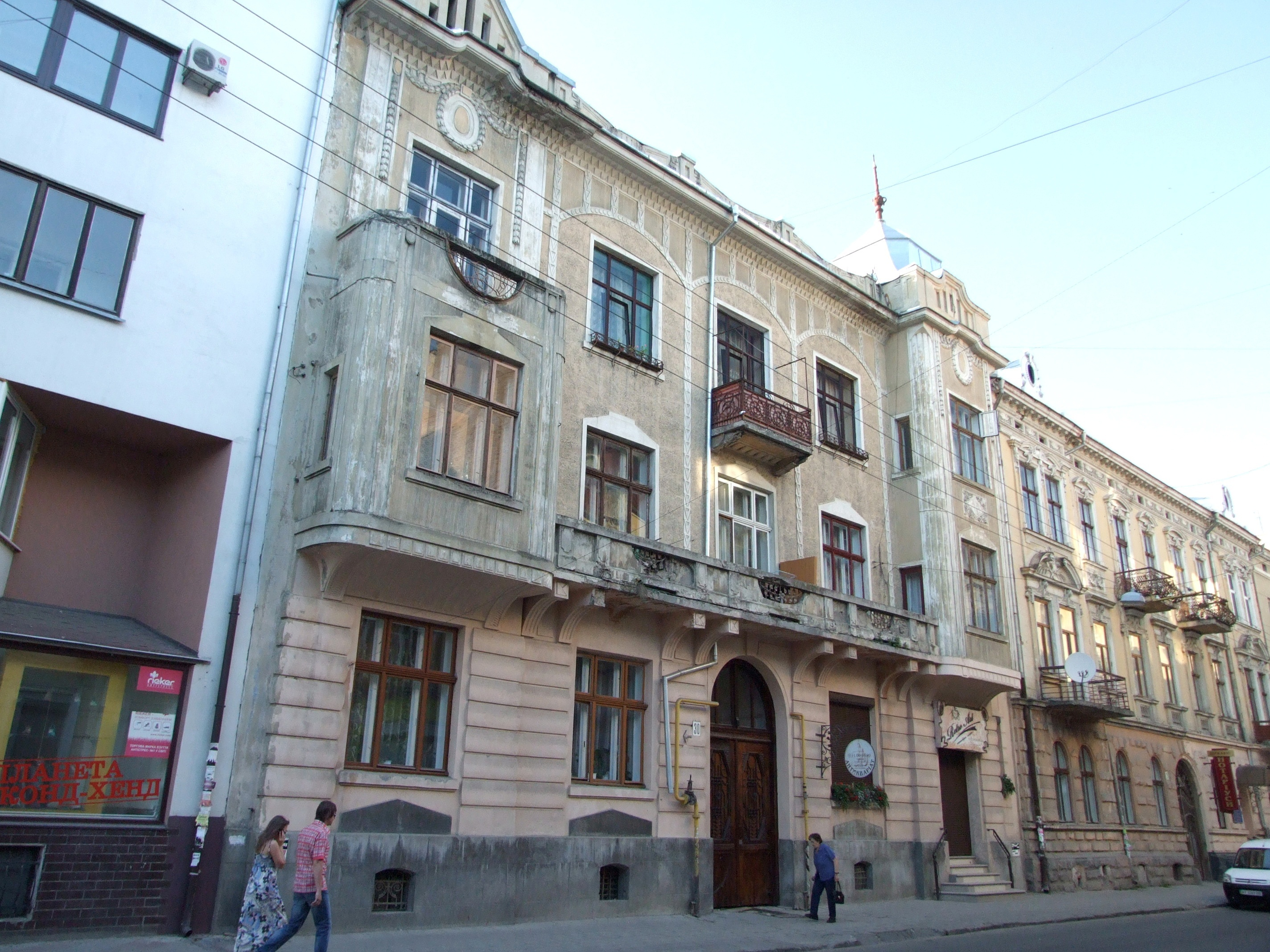
Будинок № 30
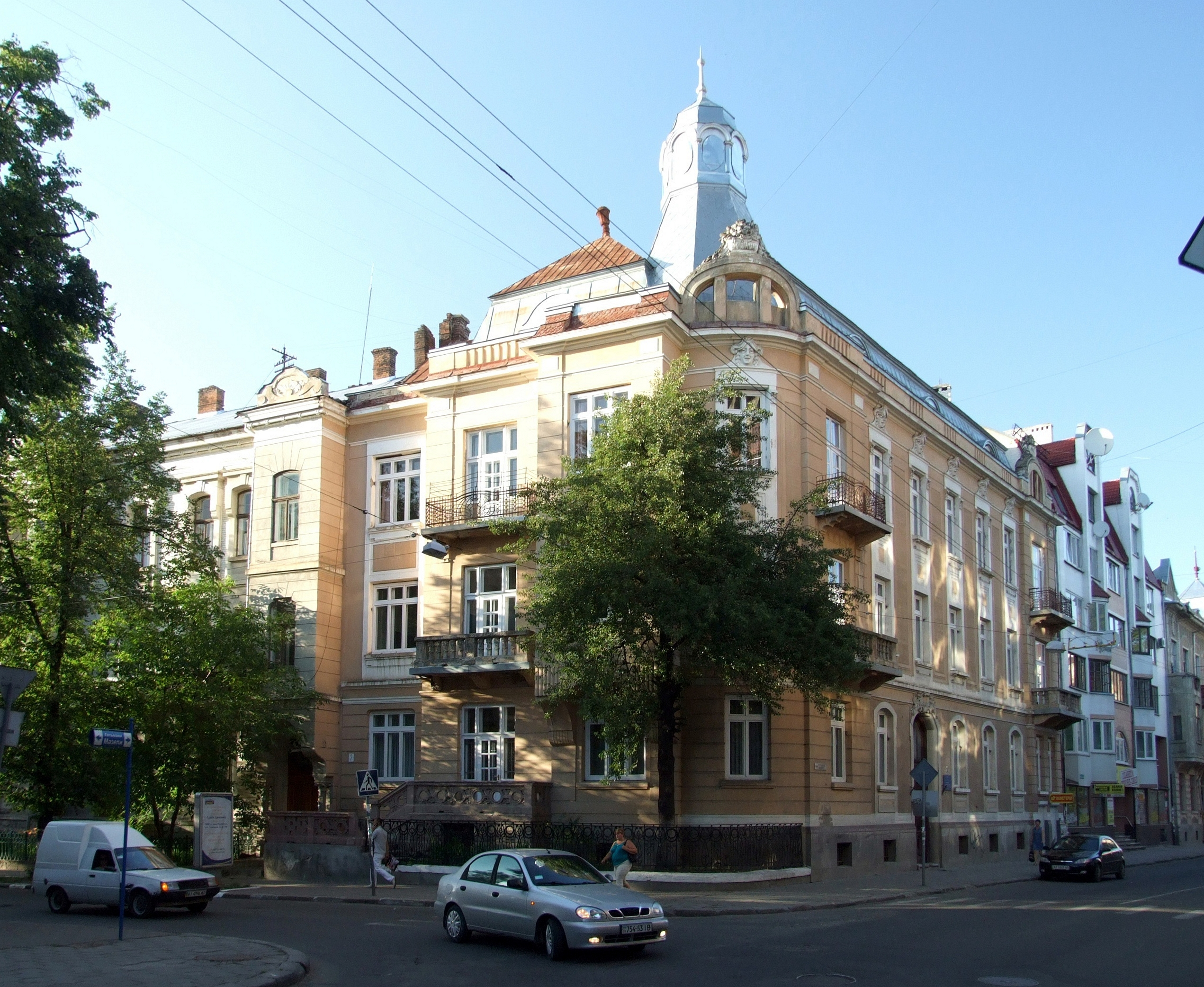
Будинок № 34
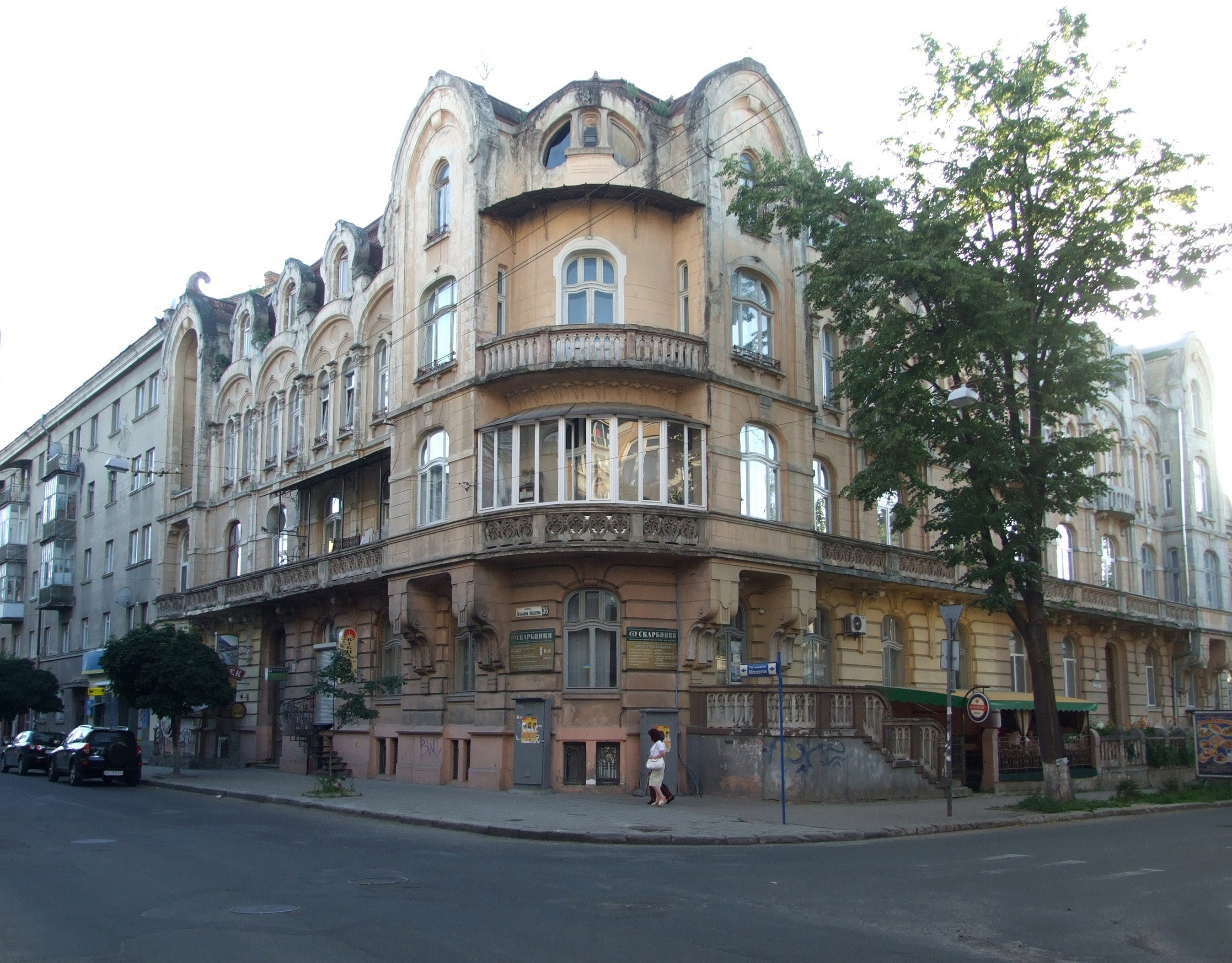
Будинок № 36
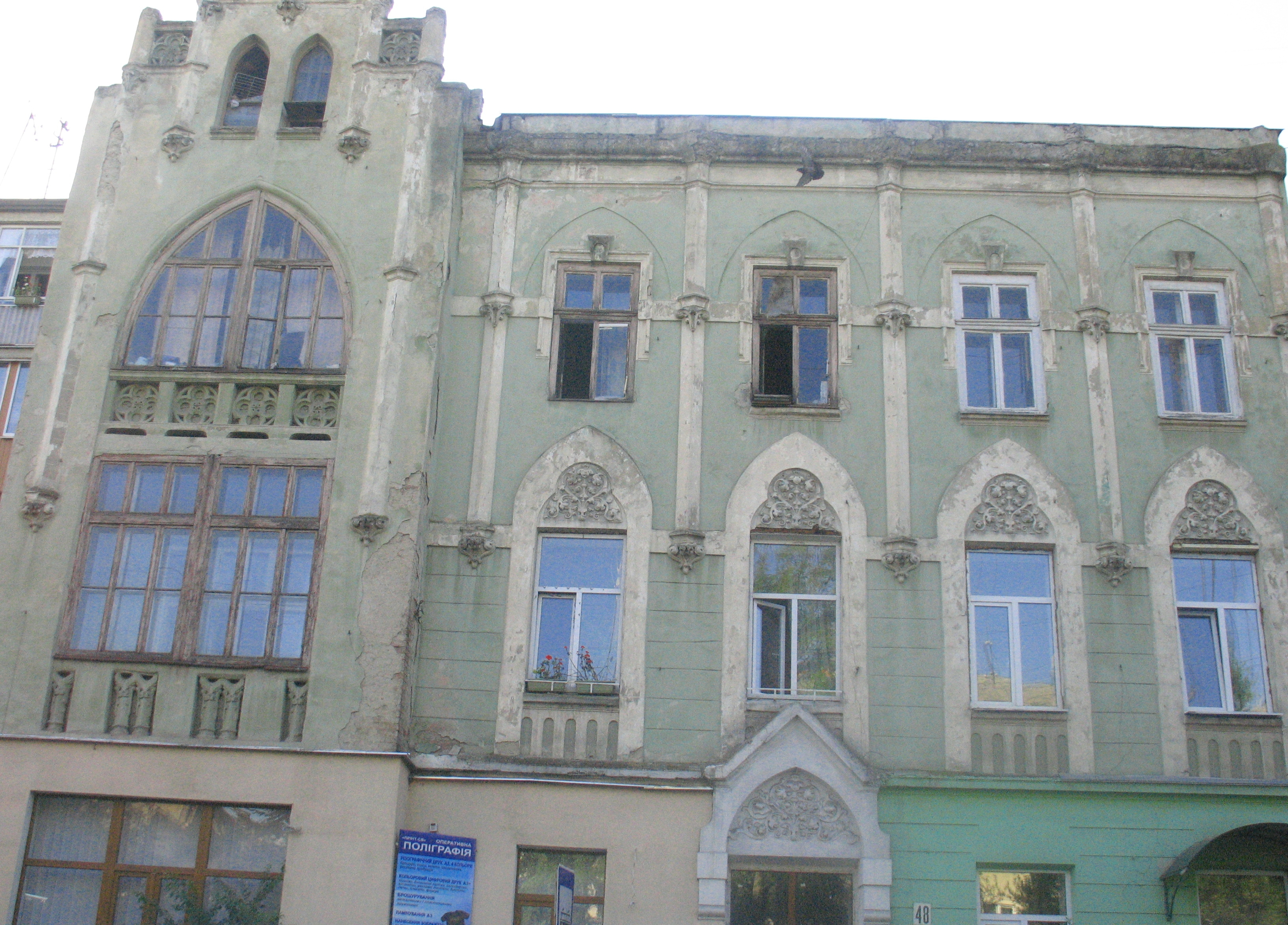
Будинок № 48

## Виноски
1. ↑  Іван Бондарев, Михайло Головатий (21 листопада 2014). Слідами старого Станиславова. Кам’яниця Файбіша Катца. report.if.ua. Процитовано 14 травня 2025.